# (100418) 1996 EF9
(100418) 1996 EF9 es un asteroide perteneciente al cinturón de asteroides, descubierto el 12 de marzo de 1996 por el equipo del Spacewatch desde el Observatorio Nacional de Kitt Peak, Arizona, Estados Unidos.

## Designación y nombre
Designado provisionalmente como 1996 EF9.

## Características orbitales
1996 EF9 está situado a una distancia media del Sol de 2,559 ua, pudiendo alejarse hasta 3,039 ua y acercarse hasta 2,079 ua. Su excentricidad es 0,187 y la inclinación orbital 4,818 grados. Emplea 1495 días en completar una órbita alrededor del Sol.

## Características físicas
La magnitud absoluta de 1996 EF9 es 16,5.